# Lista över kommuner i departementet Aude

Departementet Audes läge i Frankrike.

Detta är en lista över de 438 kommunerna i departementet Aude i Frankrike.
| Insee-nummer | Postnummer | Kommun                                 |
| ------------ | ---------- | -------------------------------------- |
| 11001        | 11800      | Aigues-Vives                           |
| 11002        | 11320      | Airoux                                 |
| 11003        | 11300      | Ajac                                   |
| 11004        | 11240      | Alaigne                                |
| 11005        | 11290      | Alairac                                |
| 11006        | 11360      | Albas                                  |
| 11007        | 11330      | Albières                               |
| 11008        | 11580      | Alet-les-Bains                         |
| 11009        | 11170      | Alzonne                                |
| 11010        | 11190      | Antugnac                               |
| 11011        | 11600      | Aragon                                 |
| 11012        | 11120      | Argeliers                              |
| 11013        | 11200      | Argens-Minervois                       |
| 11014        | 11110      | Armissan                               |
| 11015        | 11190      | Arques                                 |
| 11016        | 11220      | Arquettes-en-Val                       |
| 11017        | 11140      | Artigues                               |
| 11018        | 11290      | Arzens                                 |
| 11019        | 11140      | Aunat                                  |
| 11020        | 11330      | Auriac                                 |
| 11021        | 11140      | Axat                                   |
| 11022        | 11700      | Azille                                 |
| 11023        | 11800      | Badens                                 |
| 11024        | 11100      | Bages                                  |
| 11025        | 11600      | Bagnoles                               |
| 11026        | 11410      | Baraigne                               |
| 11027        | 11800      | Barbaira                               |
| 11028        | 11340      | Belcaire                               |
| 11029        | 11580      | Belcastel-et-Buc                       |
| 11030        | 11410      | Belflou                                |
| 11031        | 11140      | Belfort-sur-Rebenty                    |
| 11032        | 11240      | Bellegarde-du-Razès                    |
| 11033        | 11420      | Belpech                                |
| 11034        | 11240      | Belvèze-du-Razès                       |
| 11035        | 11500      | Belvianes-et-Cavirac                   |
| 11036        | 11340      | Belvis                                 |
| 11037        | 11090      | Berriac                                |
| 11038        | 11140      | Bessède-de-Sault                       |
| 11039        | 11300      | La Bezole                              |
| 11040        | 11200      | Bizanet                                |
| 11041        | 11120      | Bize-Minervois                         |
| 11042        | 11700      | Blomac                                 |
| 11043        | 11800      | Bouilhonnac                            |
| 11044        | 11330      | Bouisse                                |
| 11045        | 11300      | Bouriège                               |
| 11046        | 11300      | Bourigeole                             |
| 11047        | 11140      | Le Bousquet                            |
| 11048        | 11200      | Boutenac                               |
| 11049        | 11150      | Bram                                   |
| 11050        | 11500      | Brenac                                 |
| 11051        | 11270      | Brézilhac                              |
| 11052        | 11390      | Brousses-et-Villaret                   |
| 11053        | 11300      | Brugairolles                           |
| 11054        | 11400      | Les Brunels                            |
| 11055        | 11190      | Bugarach                               |
| 11056        | 11160      | Cabrespine                             |
| 11057        | 11420      | Cahuzac                                |
| 11058        | 11240      | Cailhau                                |
| 11059        | 11240      | Cailhavel                              |
| 11060        | 11140      | Cailla                                 |
| 11061        | 11240      | Cambieure                              |
| 11062        | 11140      | Campagna-de-Sault                      |
| 11063        | 11260      | Campagne-sur-Aude                      |
| 11064        | 11200      | Camplong-d'Aude                        |
| 11065        | 11190      | Camps-sur-l'Agly                       |
| 11066        | 11340      | Camurac                                |
| 11067        | 11200      | Canet                                  |
| 11068        | 11700      | Capendu                                |
| 11069        | 11000      | Carcassonne                            |
| 11070        | 11170      | Carlipa                                |
| 11071        | 11360      | Cascastel-des-Corbières                |
| 11072        | 11270      | La Cassaigne                           |
| 11073        | 11190      | Cassaignes                             |
| 11074        | 11320      | Les Cassés                             |
| 11075        | 11160      | Castans                                |
| 11076        | 11400      | Castelnaudary                          |
| 11077        | 11700      | Castelnau-d'Aude                       |
| 11078        | 11300      | Castelreng                             |
| 11079        | 11390      | Caudebronde                            |
| 11080        | 11230      | Caudeval                               |
| 11081        | 11160      | Caunes-Minervois                       |
| 11082        | 11250      | Caunette-sur-Lauquet                   |
| 11083        | 11220      | Caunettes-en-Val                       |
| 11084        | 11170      | Caux-et-Sauzens                        |
| 11085        | 11570      | Cavanac                                |
| 11086        | 11510      | Caves                                  |
| 11087        | 11270      | Cazalrenoux                            |
| 11088        | 11570      | Cazilhac                               |
| 11089        | 11170      | Cenne-Monestiés                        |
| 11090        | 11300      | Cépie                                  |
| 11091        | 11230      | Chalabre                               |
| 11092        | 11160      | Citou                                  |
| 11093        | 11140      | Le Clat                                |
| 11094        | 11250      | Clermont-sur-Lauquet                   |
| 11095        | 11700      | Comigne                                |
| 11096        | 11340      | Comus                                  |
| 11097        | 11190      | Conilhac-de-la-Montagne                |
| 11098        | 11200      | Conilhac-Corbières                     |
| 11099        | 11600      | Conques-sur-Orbiel                     |
| 11100        | 11230      | Corbières                              |
| 11101        | 11500      | Coudons                                |
| 11102        | 11250      | Couffoulens                            |
| 11103        | 11190      | Couiza                                 |
| 11104        | 11140      | Counozouls                             |
| 11105        | 11300      | Cournanel                              |
| 11106        | 11110      | Coursan                                |
| 11107        | 11230      | Courtauly                              |
| 11108        | 11240      | La Courtète                            |
| 11109        | 11190      | Coustaussa                             |
| 11110        | 11220      | Coustouge                              |
| 11111        | 11200      | Cruscades                              |
| 11112        | 11190      | Cubières-sur-Cinoble                   |
| 11113        | 11350      | Cucugnan                               |
| 11114        | 11410      | Cumiès                                 |
| 11115        | 11390      | Cuxac-Cabardès                         |
| 11116        | 11590      | Cuxac-d'Aude                           |
| 11117        | 11330      | Davejean                               |
| 11118        | 11330      | Dernacueillette                        |
| 11119        | 11300      | La Digne-d'Amont                       |
| 11120        | 11300      | La Digne-d'Aval                        |
| 11121        | 11240      | Donazac                                |
| 11122        | 11700      | Douzens                                |
| 11123        | 11350      | Duilhac-sous-Peyrepertuse              |
| 11124        | 11360      | Durban-Corbières                       |
| 11125        | 11360      | Embres-et-Castelmaure                  |
| 11126        | 11200      | Escales                                |
| 11127        | 11140      | Escouloubre                            |
| 11128        | 11240      | Escueillens-et-Saint-Just-de-Bélengard |
| 11129        | 11260      | Espéraza                               |
| 11130        | 11340      | Espezel                                |
| 11131        | 11260      | Fa                                     |
| 11132        | 11200      | Fabrezan                               |
| 11133        | 11220      | Fajac-en-Val                           |
| 11134        | 11410      | Fajac-la-Relenque                      |
| 11135        | 11140      | La Fajolle                             |
| 11136        | 11270      | Fanjeaux                               |
| 11137        | 11330      | Félines-Termenès                       |
| 11138        | 11400      | Fendeille                              |
| 11139        | 11240      | Fenouillet-du-Razès                    |
| 11140        | 11200      | Ferrals-les-Corbières                  |
| 11141        | 11240      | Ferran                                 |
| 11142        | 11300      | Festes-et-Saint-André                  |
| 11143        | 11510      | Feuilla                                |
| 11144        | 11510      | Fitou                                  |
| 11145        | 11560      | Fleury                                 |
| 11146        | 11800      | Floure                                 |
| 11147        | 11140      | Fontanès-de-Sault                      |
| 11148        | 11700      | Fontcouverte                           |
| 11149        | 11400      | Fonters-du-Razès                       |
| 11150        | 11390      | Fontiers-Cabardès                      |
| 11151        | 11800      | Fontiès-d'Aude                         |
| 11152        | 11360      | Fontjoncouse                           |
| 11153        | 11270      | La Force                               |
| 11154        | 11600      | Fournes-Cabardès                       |
| 11155        | 11190      | Fourtou                                |
| 11156        | 11600      | Fraisse-Cabardès                       |
| 11157        | 11360      | Fraissé-des-Corbières                  |
| 11158        | 11300      | Gaja-et-Villedieu                      |
| 11159        | 11270      | Gaja-la-Selve                          |
| 11160        | 11140      | Galinagues                             |
| 11161        | 11250      | Gardie                                 |
| 11162        | 11270      | Generville                             |
| 11163        | 11140      | Gincla                                 |
| 11164        | 11120      | Ginestas                               |
| 11165        | 11500      | Ginoles                                |
| 11166        | 11410      | Gourvieille                            |
| 11167        | 11240      | Gramazie                               |
| 11168        | 11500      | Granès                                 |
| 11169        | 11250      | Greffeil                               |
| 11170        | 11430      | Gruissan                               |
| 11171        | 11230      | Gueytes-et-Labastide                   |
| 11172        | 11200      | Homps                                  |
| 11173        | 11240      | Hounoux                                |
| 11174        | 11380      | Les Ilhes                              |
| 11175        | 11400      | Issel                                  |
| 11176        | 11220      | Jonquières                             |
| 11177        | 11140      | Joucou                                 |
| 11178        | 11320      | Labastide-d'Anjou                      |
| 11179        | 11220      | Labastide-en-Val                       |
| 11180        | 11380      | Labastide-Esparbairenque               |
| 11181        | 11400      | Labécède-Lauragais                     |
| 11182        | 11310      | Lacombe                                |
| 11183        | 11250      | Ladern-sur-Lauquet                     |
| 11184        | 11420      | Lafage                                 |
| 11185        | 11220      | Lagrasse                               |
| 11186        | 11330      | Lairière                               |
| 11187        | 11330      | Lanet                                  |
| 11188        | 11480      | La Palme                               |
| 11189        | 11390      | Laprade                                |
| 11190        | 11700      | La Redorte                             |
| 11191        | 11330      | Laroque-de-Fa                          |
| 11192        | 11400      | Lasbordes                              |
| 11193        | 11270      | Lasserre-de-Prouille                   |
| 11194        | 11600      | Lastours                               |
| 11195        | 11400      | Laurabuc                               |
| 11196        | 11270      | Laurac                                 |
| 11197        | 11300      | Lauraguel                              |
| 11198        | 11800      | Laure-Minervois                        |
| 11199        | 11290      | Lavalette                              |
| 11200        | 11160      | Lespinassière                          |
| 11201        | 11250      | Leuc                                   |
| 11202        | 11370      | Leucate                                |
| 11203        | 11200      | Lézignan-Corbières                     |
| 11204        | 11240      | Lignairolles                           |
| 11205        | 11600      | Limousis                               |
| 11206        | 11300      | Limoux                                 |
| 11207        | 11300      | Loupia                                 |
| 11208        | 11410      | La Louvière-Lauragais                  |
| 11209        | 11190      | Luc-sur-Aude                           |
| 11210        | 11200      | Luc-sur-Orbieu                         |
| 11211        | 11300      | Magrie                                 |
| 11212        | 11120      | Mailhac                                |
| 11213        | 11330      | Maisons                                |
| 11214        | 11300      | Malras                                 |
| 11215        | 11600      | Malves-en-Minervois                    |
| 11216        | 11300      | Malviès                                |
| 11217        | 11120      | Marcorignan                            |
| 11218        | 11410      | Marquein                               |
| 11219        | 11140      | Marsa                                  |
| 11220        | 11800      | Marseillette                           |
| 11221        | 11390      | Les Martys                             |
| 11222        | 11380      | Mas-Cabardès                           |
| 11223        | 11570      | Mas-des-Cours                          |
| 11224        | 11330      | Massac                                 |
| 11225        | 11400      | Mas-Saintes-Puelles                    |
| 11226        | 11420      | Mayreville                             |
| 11227        | 11220      | Mayronnes                              |
| 11228        | 11240      | Mazerolles-du-Razès                    |
| 11229        | 11140      | Mazuby                                 |
| 11230        | 11140      | Mérial                                 |
| 11231        | 11410      | Mézerville                             |
| 11232        | 11380      | Miraval-Cabardes                       |
| 11233        | 11120      | Mirepeisset                            |
| 11234        | 11400      | Mireval-Lauragais                      |
| 11235        | 11580      | Missègre                               |
| 11236        | 11420      | Molandier                              |
| 11238        | 11410      | Molleville                             |
| 11239        | 11410      | Montauriol                             |
| 11240        | 11190      | Montazels                              |
| 11241        | 11700      | Montbrun-des-Corbières                 |
| 11242        | 11250      | Montclar                               |
| 11243        | 11320      | Montferrand                            |
| 11244        | 11140      | Montfort-sur-Boulzane                  |
| 11245        | 11330      | Montgaillard                           |
| 11246        | 11240      | Montgradail                            |
| 11247        | 11240      | Monthaut                               |
| 11248        | 11800      | Montirat                               |
| 11249        | 11230      | Montjardin                             |
| 11250        | 11330      | Montjoi                                |
| 11251        | 11220      | Montlaur                               |
| 11252        | 11320      | Montmaur                               |
| 11253        | 11170      | Montolieu                              |
| 11254        | 11290      | Montréal                               |
| 11255        | 11100      | Montredon-des-Corbières                |
| 11256        | 11200      | Montséret                              |
| 11257        | 11800      | Monze                                  |
| 11258        | 11120      | Moussan                                |
| 11259        | 11170      | Moussoulens                            |
| 11260        | 11330      | Mouthoumet                             |
| 11261        | 11700      | Moux                                   |
| 11262        | 11100      | Narbonne                               |
| 11263        | 11500      | Nébias                                 |
| 11264        | 11200      | Névian                                 |
| 11265        | 11140      | Niort-de-Sault                         |
| 11266        | 11210      | Port-la-Nouvelle                       |
| 11267        | 11200      | Ornaisons                              |
| 11268        | 11270      | Orsans                                 |
| 11269        | 11590      | Ouveillan                              |
| 11270        | 11350      | Padern                                 |
| 11271        | 11330      | Palairac                               |
| 11272        | 11570      | Palaja                                 |
| 11273        | 11200      | Paraza                                 |
| 11274        | 11300      | Pauligne                               |
| 11275        | 11410      | Payra-sur-l'Hers                       |
| 11276        | 11350      | Paziols                                |
| 11277        | 11420      | Pécharic-et-le-Py                      |
| 11278        | 11420      | Pech-Luna                              |
| 11279        | 11610      | Pennautier                             |
| 11280        | 11700      | Pépieux                                |
| 11281        | 11150      | Pexiora                                |
| 11282        | 11230      | Peyrefitte-du-Razès                    |
| 11283        | 11420      | Peyrefitte-sur-l'Hers                  |
| 11284        | 11400      | Peyrens                                |
| 11285        | 11440      | Peyriac-de-Mer                         |
| 11286        | 11160      | Peyriac-Minervois                      |
| 11287        | 11190      | Peyrolles                              |
| 11288        | 11170      | Pezens                                 |
| 11289        | 11300      | Pieusse                                |
| 11290        | 11420      | Plaigne                                |
| 11291        | 11270      | Plavilla                               |
| 11292        | 11400      | La Pomarède                            |
| 11293        | 11250      | Pomas                                  |
| 11294        | 11300      | Pomy                                   |
| 11295        | 11490      | Portel-des-Corbières                   |
| 11296        | 11120      | Pouzols-Minervois                      |
| 11297        | 11380      | Pradelles-Cabardès                     |
| 11298        | 11220      | Pradelles-en-Val                       |
| 11299        | 11250      | Preixan                                |
| 11300        | 11400      | Puginier                               |
| 11301        | 11700      | Puichéric                              |
| 11302        | 11140      | Puilaurens                             |
| 11303        | 11230      | Puivert                                |
| 11304        | 11500      | Quillan                                |
| 11305        | 11360      | Quintillan                             |
| 11306        | 11500      | Quirbajou                              |
| 11307        | 11200      | Raissac-d'Aude                         |
| 11308        | 11170      | Raissac-sur-Lampy                      |
| 11309        | 11190      | Rennes-le-Château                      |
| 11310        | 11190      | Rennes-les-Bains                       |
| 11311        | 11220      | Ribaute                                |
| 11312        | 11270      | Ribouisse                              |
| 11313        | 11400      | Ricaud                                 |
| 11314        | 11220      | Rieux-en-Val                           |
| 11315        | 11160      | Rieux-Minervois                        |
| 11316        | 11230      | Rivel                                  |
| 11317        | 11140      | Rodome                                 |
| 11318        | 11700      | Roquecourbe-Minervois                  |
| 11319        | 11380      | Roquefère                              |
| 11320        | 11340      | Roquefeuil                             |
| 11321        | 11140      | Roquefort-de-Sault                     |
| 11322        | 11540      | Roquefort-des-Corbières                |
| 11323        | 11300      | Roquetaillade                          |
| 11324        | 11200      | Roubia                                 |
| 11325        | 11250      | Rouffiac-d'Aude                        |
| 11326        | 11350      | Rouffiac-des-Corbières                 |
| 11327        | 11290      | Roullens                               |
| 11328        | 11240      | Routier                                |
| 11329        | 11260      | Rouvenac                               |
| 11330        | 11800      | Rustiques                              |
| 11331        | 11270      | Saint-Amans                            |
| 11332        | 11200      | Saint-André-de-Roquelongue             |
| 11333        | 11230      | Saint-Benoît                           |
| 11334        | 11410      | Sainte-Camelle                         |
| 11335        | 11140      | Sainte-Colombe-sur-Guette              |
| 11336        | 11230      | Sainte-Colombe-sur-l'Hers              |
| 11337        | 11700      | Saint-Couat-d'Aude                     |
| 11338        | 11300      | Saint-Couat-du-Razès                   |
| 11339        | 11310      | Saint-Denis                            |
| 11340        | 11170      | Sainte-Eulalie                         |
| 11341        | 11500      | Saint-Ferriol                          |
| 11342        | 11800      | Saint-Frichoux                         |
| 11343        | 11270      | Saint-Gaudéric                         |
| 11344        | 11250      | Saint-Hilaire                          |
| 11345        | 11360      | Saint-Jean-de-Barrou                   |
| 11346        | 11260      | Saint-Jean-de-Paracol                  |
| 11347        | 11500      | Saint-Julia-de-Bec                     |
| 11348        | 11270      | Saint-Julien-de-Briola                 |
| 11350        | 11500      | Saint-Just-et-le-Bézu                  |
| 11351        | 11220      | Saint-Laurent-de-la-Cabrerisse         |
| 11352        | 11500      | Saint-Louis-et-Parahou                 |
| 11353        | 11120      | Saint-Marcel-sur-Aude                  |
| 11354        | 11220      | Saint-Martin-des-Puits                 |
| 11355        | 11300      | Saint-Martin-de-Villereglan            |
| 11356        | 11400      | Saint-Martin-Lalande                   |
| 11357        | 11170      | Saint-Martin-le-Vieil                  |
| 11358        | 11500      | Saint-Martin-Lys                       |
| 11359        | 11410      | Saint-Michel-de-Lanès                  |
| 11360        | 11120      | Saint-Nazaire-d'Aude                   |
| 11361        | 11400      | Saint-Papoul                           |
| 11362        | 11320      | Saint-Paulet                           |
| 11363        | 11220      | Saint-Pierre-des-Champs                |
| 11364        | 11300      | Saint-Polycarpe                        |
| 11365        | 11420      | Saint-Sernin                           |
| 11366        | 11120      | Sainte-Valière                         |
| 11367        | 11310      | Saissac                                |
| 11368        | 11600      | Sallèles-Cabardès                      |
| 11369        | 11590      | Sallèles-d'Aude                        |
| 11370        | 11110      | Salles-d'Aude                          |
| 11371        | 11410      | Salles-sur-l'Hers                      |
| 11372        | 11600      | Salsigne                               |
| 11373        | 11140      | Salvezines                             |
| 11374        | 11330      | Salza                                  |
| 11375        | 11240      | Seignalens                             |
| 11376        | 11190      | La Serpent                             |
| 11377        | 11190      | Serres                                 |
| 11378        | 11220      | Serviès-en-Val                         |
| 11379        | 11130      | Sigean                                 |
| 11380        | 11230      | Sonnac-sur-l'Hers                      |
| 11381        | 11190      | Sougraigne                             |
| 11382        | 11400      | Souilhanels                            |
| 11383        | 11400      | Souilhe                                |
| 11384        | 11330      | Soulatgé                               |
| 11385        | 11320      | Soupex                                 |
| 11386        | 11220      | Talairan                               |
| 11387        | 11220      | Taurize                                |
| 11388        | 11330      | Termes                                 |
| 11389        | 11580      | Terroles                               |
| 11390        | 11200      | Thézan-des-Corbières                   |
| 11391        | 11380      | La Tourette-Cabardès                   |
| 11392        | 11220      | Tournissan                             |
| 11393        | 11200      | Tourouzelle                            |
| 11394        | 11300      | Tourreilles                            |
| 11395        | 11160      | Trassanel                              |
| 11396        | 11160      | Trausse                                |
| 11397        | 11800      | Trèbes                                 |
| 11398        | 11510      | Treilles                               |
| 11399        | 11400      | Tréville                               |
| 11400        | 11230      | Tréziers                               |
| 11401        | 11350      | Tuchan                                 |
| 11402        | 11580      | Valmigère                              |
| 11404        | 11610      | Ventenac-Cabardès                      |
| 11405        | 11120      | Ventenac-en-Minervois                  |
| 11406        | 11580      | Véraza                                 |
| 11407        | 11400      | Verdun-en-Lauragais                    |
| 11408        | 11250      | Verzeille                              |
| 11409        | 11330      | Vignevieille                           |
| 11410        | 11600      | Villalier                              |
| 11411        | 11600      | Villanière                             |
| 11412        | 11580      | Villardebelle                          |
| 11413        | 11600      | Villardonnel                           |
| 11414        | 11220      | Villar-en-Val                          |
| 11415        | 11250      | Villar-Saint-Anselme                   |
| 11416        | 11600      | Villarzel-Cabardès                     |
| 11417        | 11300      | Villarzel-du-Razès                     |
| 11418        | 11150      | Villasavary                            |
| 11419        | 11420      | Villautou                              |
| 11420        | 11250      | Villebazy                              |
| 11421        | 11200      | Villedaigne                            |
| 11422        | 11800      | Villedubert                            |
| 11423        | 11570      | Villefloure                            |
| 11424        | 11230      | Villefort                              |
| 11425        | 11600      | Villegailhenc                          |
| 11426        | 11600      | Villegly                               |
| 11427        | 11300      | Villelongue-d'Aude                     |
| 11428        | 11310      | Villemagne                             |
| 11429        | 11620      | Villemoustaussou                       |
| 11430        | 11400      | Villeneuve-la-Comptal                  |
| 11431        | 11360      | Villeneuve-les-Corbières               |
| 11432        | 11290      | Villeneuve-lès-Montréal                |
| 11433        | 11160      | Villeneuve-Minervois                   |
| 11434        | 11150      | Villepinte                             |
| 11435        | 11330      | Villerouge-Termenès                    |
| 11436        | 11360      | Villesèque-des-Corbières               |
| 11437        | 11170      | Villesèquelande                        |
| 11438        | 11150      | Villesiscle                            |
| 11439        | 11170      | Villespy                               |
| 11440        | 11220      | Villetritouls                          |
| 11441        | 11110      | Vinassan                               |